# 坎普拉庫波利斯 (明尼蘇達州)
坎普拉庫波利斯（英語：Camp Lacupolis）是位於美國明尼蘇達州瓦巴沙縣丕平鎮區的一個非建制地區。

## 地理
坎普拉庫波利斯所處的海拔為高於海平面216米（即709英呎），而該地所採用的時區為UTC-6，即北美中部時區（CST）。同時該地設有夏令時間，為UTC-6調快一小時，即UTC-5（CDT）。